# 1999: The New Master
1999: The New Master è un EP del cantante e musicista statunitense Prince, pubblicato nel 1999.
Si tratta di un remix della hit 1999, tratta dall'album 1999 uscito nel 1982. L'EP è stato messo in commercio nel 1999 per sfruttare l'anno omonimo della canzone.
Utilizzando le tracce originali, Prince ha introdotto della musica addizionale, così come i contributi da una nuova formazione sospettosamente simile ai The New Power Generation, comprendente tra gli altri Rosie Gaines, Larry Graham e Doug E. Fresh. L'EP è stato pubblicato negli Stati Uniti su CD, così come su un raro vinile viola di 12 pollici.

## Tracce
1. 1999 (The New Master) – 7:09
2. Rosario (1999) – 1:19
3. 1999 (The Inevitable Mix) – 5:46
4. 1999 (Keep Steppin') – 4:33
5. 1999 (Rosie & Doug E. In a Deep House) – 6:23
6. 1999 (The New Master: Single Edit) – 4:30
7. 1999 (A cappella) – 5:11